# Tomasz Lisowicz
Tomasz Lisowicz (* 23. Februar 1977 in Kalisz; † 8. August 2024) war ein polnischer Radrennfahrer.
Tomasz Lisowicz begann seine Karriere im Jahr 2000 bei dem Radsport-Team Atlas Lukullus. 2002 wechselte er zu Mikomax-Browar Staropolski, wo er den Coupe des Carpathes gewann. Im nächsten Jahr wurde er polnischer Zeitfahrmeister. Seit der Saison 2004 fuhr Lisowicz für das Continental Team Knauf. 2006 konnte er das Eintagesrennen Szlakiem Walk Majora Hubala für sich entscheiden, und er wurde Fünfter beim Memoriał Henryka Łasaka sowie Dritter bei den Neuseen Classics. 2007 gewann er das Memoriał Andrzeja Trochanowskiego.
Lisowicz starb am 8. August 2024 im Alter von 47 Jahren bei einem Trainingsunfall.

## Erfolge
2003
- – Zeitfahren

2007
- Memoriał Andrzeja Trochanowskiego

## Teams
- 2000 Atlas Lukullus
- 2001 Atlas-Ambra
- 2002–2003 Mikomax-Browar Staropolski
- 2004 Knauf-Mikomax
- 2005–2006 Knauf Team
- 2007–2010 CCC Polsat Polkowice
- 2011 Bank BGŻ Professional Cycling Team

...
- 2013 Las Vegas Power Energy Drink